# Брикон
Брикон (фр. Bricon) насеље је и општина у североисточној Француској у региону Шампањ-Арден, у департману Горња Марна која припада префектури Шомон.
По подацима из 2011. године у општини је живело 469 становника, а густина насељености је износила 49,32 становника/km². Општина се простире на површини од 9,51 km². Налази се на средњој надморској висини од 250 метара.

## Демографија
| 1962. | 1968. | 1975. | 1982. | 1990. | 1999. | 2011. |
| ----- | ----- | ----- | ----- | ----- | ----- | ----- |
| 416   | 421   | 381   | 355   | 423   | 455   | 469   |

График промене броја становника у току последњих година